# Peninsula (film)
Pour les articles homonymes, voir Peninsula.
Série
Seoul Station
(2016)
Pour plus de détails, voir Fiche technique et Distribution.
Peninsula (hangeul : 반도 ; hanja : 半島 ; RR : Bando) est un film d'horreur sud-coréen écrit et réalisé par Yeon Sang-ho, sorti en 2020. Il s'agit de la suite de Dernier train pour Busan (2016), du même réalisateur.
Le film, initialement sélectionné en compétition officielle à Cannes, a reçu le label du Festival de Cannes 2020 après l'annulation de l'évènement.

## Synopsis
Quatre ans après les évènements en Corée du Sud, Jung-seok est un ancien soldat qui a réussi à s'échapper de la péninsule de Corée désormais infestée de zombies. Alors que la Corée du Sud est une zone condamnée et inaccessible par air ou par mer, il accepte de participer à une équipe de têtes brulées motivée par le gain promis s'ils récupèrent un camion rempli de dollars. Cette expédition est commanditée par un groupe de mafieux de Hong-Kong et semble d'un premier abord assez facile puisque les zombies sont inactifs dès la nuit tombée. Mais cela se passe mal, ils ne sont pas assez discrets et les zombies les attaquent.
Jung-seok et son ami, qui survivent à un premier carnage, découvrent que des personnes non-infectées vivent encore, livrées à elles-mêmes ou organisées en milices sans foi ni loi. Jong-seok est sauvé par un petit groupe isolé qui le cache alors que son ami est entre les mains de la milice 631 qui l'utilise comme combattant contre des zombies dans un cirque sanglant, ses jours sont comptés. De plus c'est cette milice qui a récupéré le camion de billets. Le défi de Jung-seok va être de libérer son ami, reprendre le camion, et sauver la famille qui l'a accueilli en réembarquant sur le bateau qui attend au large...

## Fiche technique
Sauf indication contraire, les informations mentionnées dans cette section peuvent être confirmées par la base de données cinématographiques IMDb,  présente dans la section « Liens externes ».
- Titre original : 반도
- Titre français : Peninsula
- Réalisation : Yeon Sang-ho
- Scénario : Park Joo-Suk et Yeon Sang-ho
- Musique : Mowg
- Direction artistique : Hye-Jung Jin
- Décors : Mok-won Lee
- Photographie : Lee Hyung-deok
- Montage : Jinmo Yang
- Production : Lee Dong-ha[1]
- Sociétés de production : RedPeter Film[1] ; Next Entertainment World et New Movie (coproductions)
- Sociétés de distribution : Next Entertainment World (Corée du Sud) ; ARP Sélection (France)
- Budget : 16 millions $
- Pays de production :  Corée du Sud
- Langues originales : coréen et anglais
- Format : couleur — 2,39:1 — Dolby Atmos
- Genre : horreur, zombies
- Durée : 115 minutes
- Dates de sortie[3] :
  - Corée du Sud, Singapour et Taïwan : 15 juillet 2020
  - Canada et États-Unis : 7 août 2020
  - France : 21 octobre 2020
- Classification :
  - France : interdit aux moins de 12 ans lors de sa sortie en salles et interdit aux moins de 16 ans lors de sa sortie télévisée

## Distribution
- Kang Dong-won (VF : Stéphane Pouplard) : Jeong-seok
- Lee Jeong-hyeon (VF : Déborah François) : Min-jeong
- Lee Re (VF : Valérie Bachère) : Joon-i
- Kwon Hae-hyo (VF : Alexis Tomassian) : Elder Kim
- Kim Min-jae : le chef de première classe, Hwang
- Koo Kyo-hwan : le capitaine Seo
- Kim Do-yoon[4]
- Hwang Yeon-hee : la conductrice de taxi[4]
- Kim Chul-yoon : le soldat[4]
- Lee Ye-won[4]
- Moon Woo-jin : Dong-hwan

## Production

### Genèse et développement
En août 2018, on révèle que Yeon Sang-ho travaille sur une suite de son Dernier train pour Busan (après avoir déjà réalisé une préquelle animée, Seoul Station). Le titre de travail du film est Bando (littéralement, « péninsule »).
Dans une interview pour Screendaily, Yeon Sang-ho précise que Peninsula n'est pas tout à fait une suite du Dernier train pour Busan, mais plutôt un autre film se déroulant dans le même univers. Il explique par ailleurs s'être inspiré des films Le Territoire des morts, Mad Max: Fury Road, Akira et Dragon Head,.

### Tournage
Le tournage a lieu en juin 2019.

## Sortie

### Accueil critique
En France, le site Allociné recense une moyenne des critiques presse de 2,9⁄5, sur un total de 22 critiques presse.
Pour Caroline Vié du quotidien 20 Minutes, « Si l’effet de surprise a quelque peu disparu avec ce nouvel opus, l’énergie qui se dégage de Peninsula offre toujours son compte de décharges d’adrénaline. »
Pour le journal Le Nouvel Observateur, « Un pur film d’action où le cinéaste joue plus la sécurité que l’audace. Reste un jeu vidéo immersif, plaisant pour les yeux, mais qui laisse nos neurones très tranquilles. »

## Distinctions

### Sélections
- Label Festival de Cannes 2020 (initialement prévu en compétition mais festival annulé)
- Festival international du film de Catalogne 2020 : sélection en compétition internationale